# Glòria a Hong Kong
Glòria a Hong Kong és una cançó de protesta que va ser composta i escrita per un músic sota el pseudònim "Thomas dgx yhl", amb la contribució d'un grup de cibernautes de Hong Kong del fòrum en línia LIHKG durant les protestes de Hong Kong del 2019 i 2020. Es va escriure inicialment en cantonès i finalment es va desenvolupar en diverses versions lingüístiques començant per l'anglès.
Des que les protestes generalitzades contra la Llei d'extradició de 2019 a Hong Kong van esclatar a principis de juny de 2019, diverses cançons que promouen la independència de Hong Kong, com "No sentiu aquesta veu?" de Les Misérables, han estat cantades pels manifestants en diferents ocasions, com a himnes."Glòria a Hong Kong", segons el compositor, es va crear "per augmentar la moral dels manifestants i unir la gent". Des de la publicació de la cançó, s'ha cantat en la majoria de manifestacions. També hi ha nombroses versions en diversos idiomes.
El terme de cerca "himne nacional de Hong Kong" es va popularitzar a Google i es va utilitzar en diversos concursos internacionals. En resposta a aquest fet, les autoritats de Hong Kong han denunciat que la cançó promou la subversió i l'han prohibit en virtut de la Llei de seguretat nacional de Hong Kong, que defineix els actes de secessió, subversió, terrorisme i connivència amb forces estrangeres, i es castiga amb la cadena perpètua.
El juny de 2023, el Departament de Justícia de Hong Kong va anunciar plans per prohibir la cançó, fins i tot a internet. El juliol de 2023, l'Alt Tribunal va rebutjar la proposta de prohibició de la cançó, però l'executiu encara pot presentar recurs.

## Context
Thomas, un compositor musical i lletrista en llengua cantonesa, va publicar per primera vegada la versió instrumental de "Glòria a Hong Kong" i la seva lletra el 26 d'agost de 2019 a LIHKG, un fòrum en línia on els hongkonesos pro-democràcia intercanvien opinions. Després de rebre suggeriments dels usuaris del fòrum, va modificar la lletra, inclosa la incorporació de la frase "Allibera Hong Kong; revolució dels nostres temps", un lema a les protestes. El vídeo musical de la cançó, que inclou escenes de manifestacions, es va penjar a YouTube el 31 d'agost de 2019. La cançó es va fer viral en pocs dies a diverses xarxes socials, seguida de l'aparició de versions en anglès i altres idiomes. L'11 de setembre de 2019 es va penjar a YouTube un vídeo musical orquestral amb cor SATB, arribant a 1,5 milions de visualitzacions en una setmana. Els manifestants de Hong Kong van cantar anteriorment "No sentiu aquesta veu? " i "Canteu Al·leluia al Senyor" com a himnes de protesta, abans d'adoptar "Glòria a Hong Kong" com a himne principal.
En una entrevista a la revista Time, l'autor-compositor va dir: "La música és una eina per a la unitat, realment sentia que necessitàvem una cançó per unir-nos i augmentar la nostra moral. El missatge als oients és que, malgrat la infelicitat i la incertesa del nostre temps, la gent de Hong Kong no es rendirà." En una entrevista a Stand News, el compositor va explicar la seva motivació per compondre una nova cançó de protesta per a Hong Kong en lloc de cançons cantades habitualment durant protestes com "Boundless Oceans, Vast Skies " i "Glory Days", dues cançons de la banda de Hong Kong Beyond, afirmant que no és que aquestes cançons "fossin desagradables d'escoltar" però que el seu ritme no quadrava amb l'ambient de les protestes. El compositor va dir que era principalment un artista de pop rock, i va assenyalar que una producció d'estil clàssic com "Glòria a Hong Kong" va ser una novetat personal. Inspirat en "God Save the King", "The Star-Spangled Banner", l'himne nacional de Rússia, "The Battle Hymn of the Republic" i "Gloria" de Vivaldi, va estar dos mesos component la melodia de la cançó a partir d'una expressió xinesa que significa "Glòria a Hong Kong", que va traduir lliurement com "Que la gent regni, orgullosa i lliure").
Es va observar que la cançó tenia connotacions similars a "Below the Lion Rock" de Roman Tam, una cançó de Cantopop molt apreciada entre els hongkonesos en associació amb el sentit de l'esperit comú de la regió.

## Origen del títol
La paraula "glòria" (榮光) al títol de la cançó consta dels caràcters xinesos que s'utilitzen per referir-se a l'honor i la brillantor. El terme ha estat utilitzat en poemes de Li Bai i en un text de Lu Xun, a més de ser un terme comú utilitzat pels cristians. El compositor va assenyalar que era irreligiós i va descriure l'última frase "Glòria a Hong Kong" (traduïda exactament com "Desitjo que la glòria torni a Hong Kong") com el seu doble desig: que Hong Kong pugui recuperar la seva glòria en el futur i que els hongkonesos estiguin disposats a dedicar el seu orgull i els seus triomfs a la ciutat.

## Lletra
"Glòria a Hong Kong" consta de quatre estrofes de lletres en cantonès. L'autor afirma que va prioritzar el significat de la lletra per sobre de la rima dels versos, i explica el significat de cada estrofa de la següent manera:
La primera estrofa descriu de manera solemne la supressió i la privació dels drets humans fonamentals, com la democràcia, la llibertat i la justícia.
La segona estrofa descriu el moviment contra la llei anti-extradició, on el poble s'enfronta a la injustícia tot i que la sang s'ha vessat. La solemitat segueix a la de la primera estrofa.
La tercera estrofa descriu la perseverança de la gent de Hong Kong en la foscor i la desesperació. Es realitza amb un caràcter una mica menys solemne.
L'estrofa final, amb el lema més reconeixible "Allibera Hong Kong; revolució dels nostres temps" incorporat a la lletra, preveu que la ciutat recuperi la seva glòria i honor. Expressa esperança per al futur, acabant la cançó amb il·lusió.

### Altres llengües
Diverses versions de lletres en anglès han aparegut en línia. Shek Ga-mak, un expatriat a Hong Kong a Alemanya, va publicar la lletra alemanya de la cançó l'11 de setembre de 2019. La lletra japonesa de la cançó també va ser publicada per una persona japonesa anònima el 18 de setembre de 2019. Els membres d'Action Free Hong Kong Montreal van interpretar una versió francesa escrita per un internauta assumint el pseudònim "Montreal Guy", que es va penjar a YouTube el 26 de setembre de 2019. Pícnic per la República va estrenar i cantar una versió en català el 24 d'octubre de 2019 davant del Consolat de la Xina a Barcelona. La banda indie The Chairman va estrenar una versió taiwanesa durant un concert solidari a Taipei el 17 de novembre de 2019. Stefano Lodola va publicar una versió italiana el 2019 a YouTube.

## Ús públic

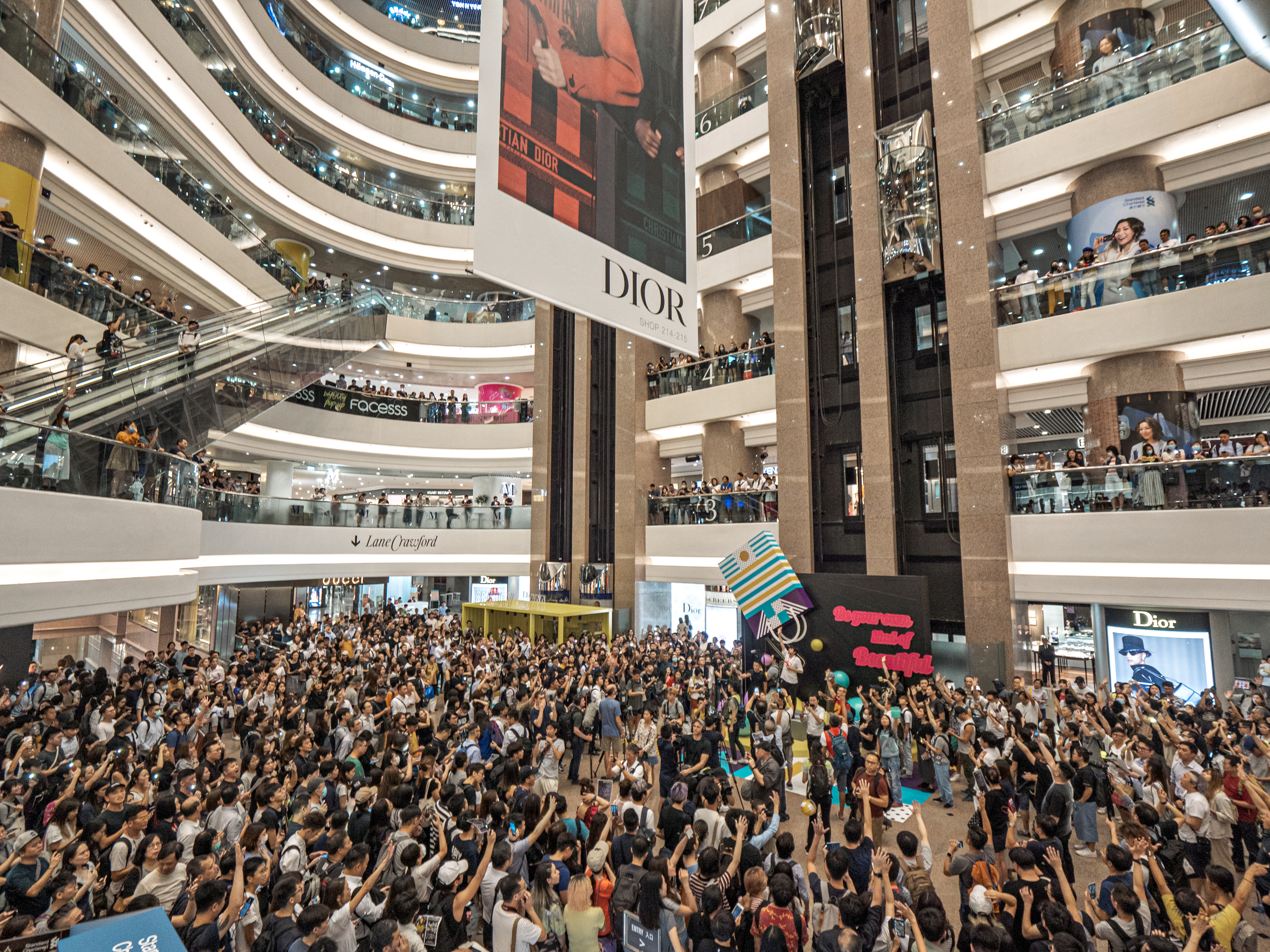
Gent cantant la cançó a Times Square, Causeway Bay.

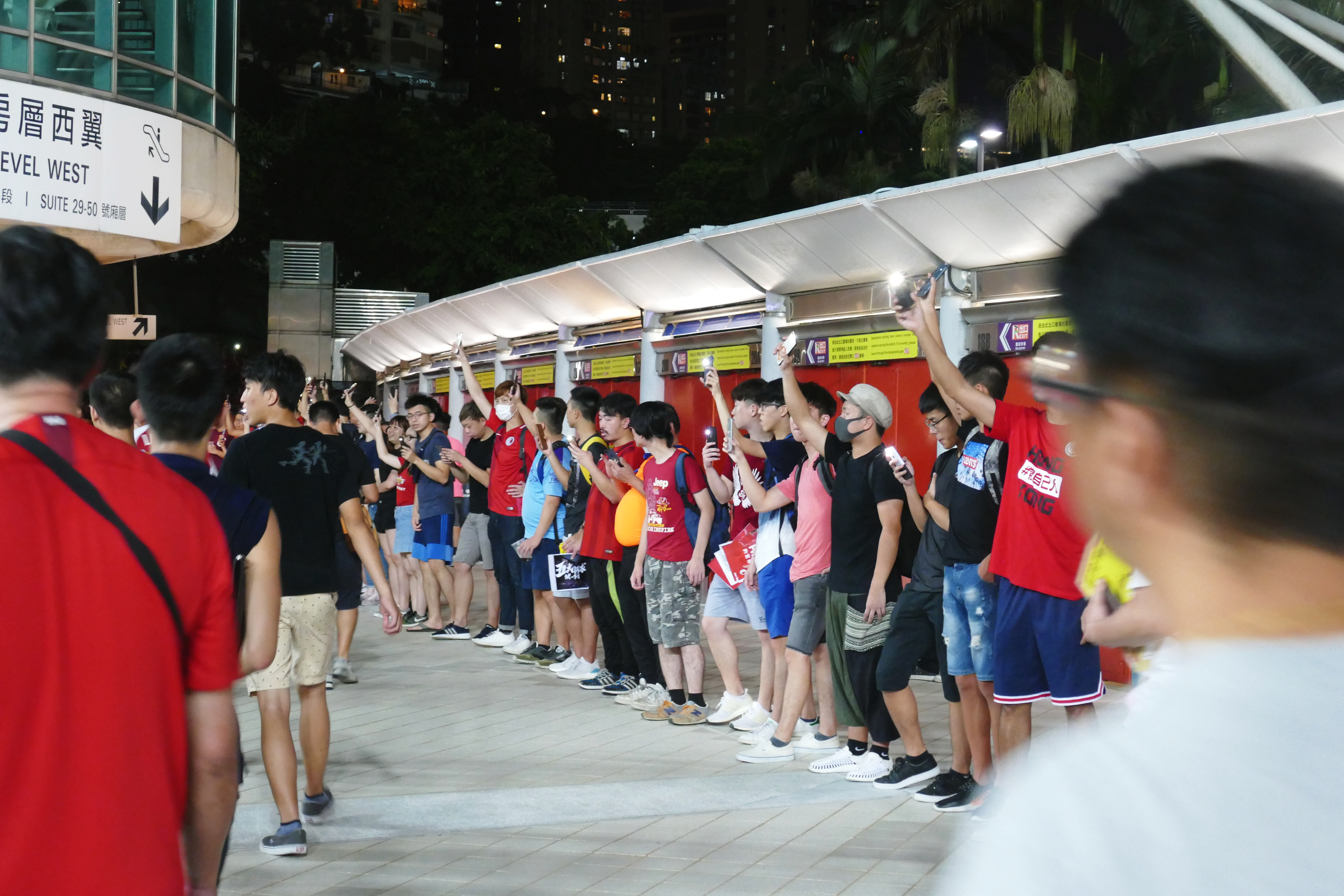
Aficionats al futbol cantant la cançó durant el partit de Hong Kong contra l'Iran el 10 de setembre de 2022.

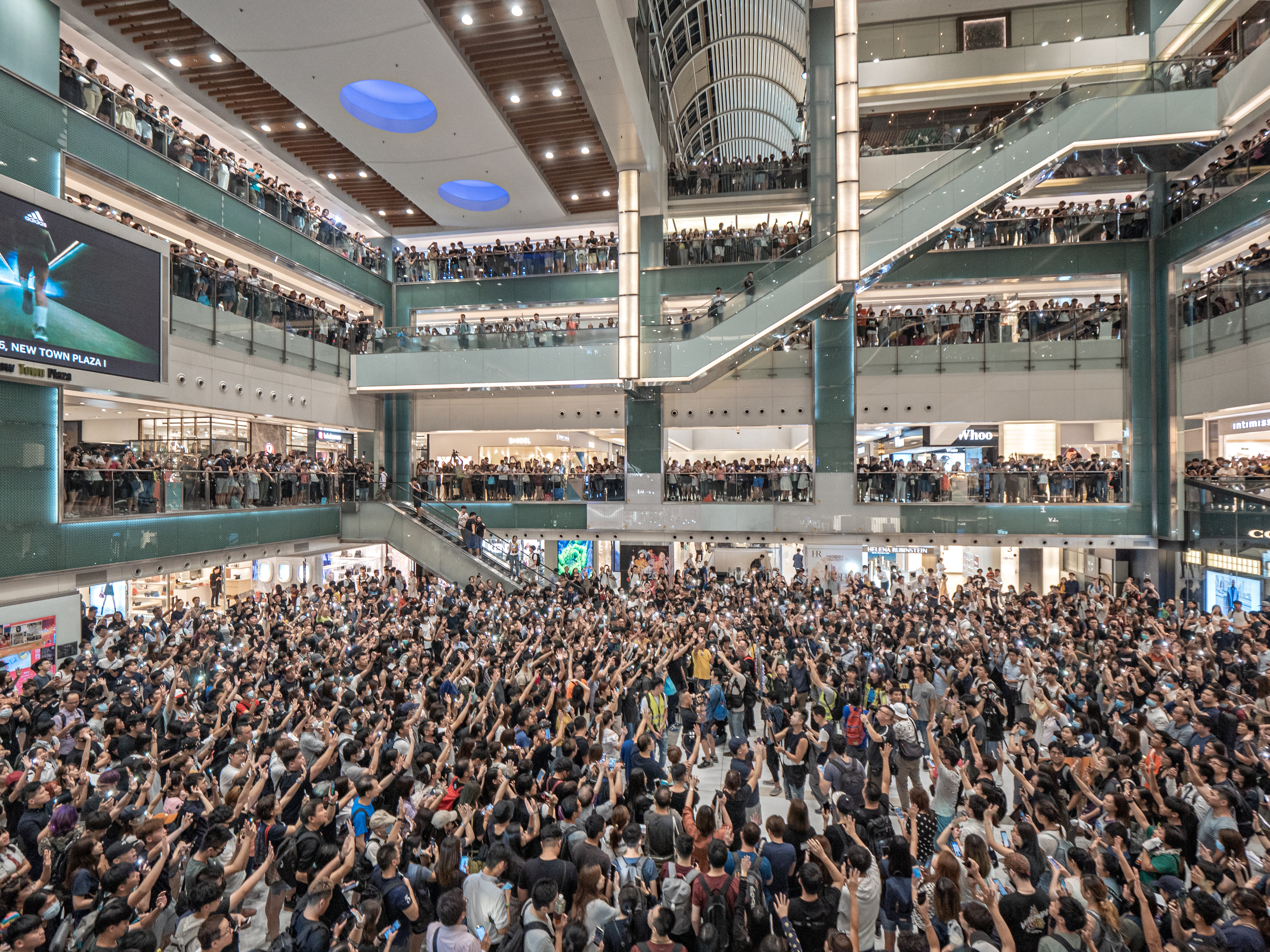
Al voltant de 1.000 persones cantant la cançó "Glory to Hong Kong" a New Town Plaza.

La cançó ha estat cantada en nombroses ocasions per la ciutadania. Unes 200 persones van participar en una asseguda a l'estació de Prince Edward el 6 de setembre de 2019, sol·licitant a MTR que mostri les imatges dels atacs als passatgers realitzats per la policia el 31 d'agost; a més de cantar consignes, els manifestants van cantar aquest himne i "Do You Hear the People Sing?". Uns centenars de persones van cantar la cançó juntes a la Cityplaza el 9 de setembre. El 10 de setembre, els seguidors del futbol de Hong Kong van cantar la cançó en un partit per primera vegada durant un partit de classificació per a la Copa del Món de la FIFA contra l'Iran, desbancant l'himne xinès. La mateixa nit, la cançó va ser novament cantada públicament per grans grups en més d'una dotzena de centres comercials de Hong Kong a dos quarts i un minut de nou del vespre (8:31 pm), una referència tant als atacs policials del 31 d'agost com a la Decisió NPCSC de 2014 sobre Hong Kong, que es va declarar el 31 d'agost de 2014. L'11 de setembre, unes 100 persones van cantar la cançó juntes en una reunió commemorativa per a una víctima suïcida celebrada al tribunal Ka Shing de Fanling. Al voltant de 500 estudiants de 10 escoles secundàries del districte de Kwun Tong, Tseung Kwan O i el districte de la ciutat de Kowloon van organitzar una cadena humana, en la qual van cantar la cançó. Al voltant de 1.000 persones van cantar la cançó juntes a New Town Plaza aquella nit, amb multitud de persones que també van cantar la cançó en altres centres comercials de Hong Kong.

## Recepció
Robyn Dixon i Marcus Yam de Los Angeles Times van descriure que "Glòria a Hong Kong" tenia "un efecte més autòcton, elèctric i unificador" que les cançons que s'utilitzaven anteriorment a les protestes. Les lletres cantoneses de la marxa, en particular, afirmen el sentit d'una identitat cultural col·lectiva que està al cor del conflicte. La lletra evoca un sentiment d'orgull i de pertinença als hongkonguesos que lluiten per la identitat després del lliurament a la Xina el 1997. La composició semblant a l'himne també es va considerar "més accessible" per a la població que estava acostumada a la tradició musical cristiana introduïda pel sistema educatiu britànic i amb influència missionera de la regió.
L'edició xinesa de Deutsche Welle va nomenar "Glòria a Hong Kong" l'"himne" de les protestes de Hong Kong. L'edició xinesa de Voice of America va descriure que la lletra de la cançó reflecteix les opinions sinceres dels manifestants. El diari taiwanès Liberty Times va qualificar la cançó com "la marxa militar dels manifestants", cantant la seva ansietat per la situació política de Hong Kong, així com un "esperit revolucionari implacable". En descriure la cançó, Chinese Television System News va assenyalar que tenia "una veu pacífica juntament amb escenes de sagnants conflictes entre la policia de Hong Kong i el poble" i que en crear "Glòria a Hong Kong", els hongkonguesos van gravar la seva "història de lluita per la democràcia i llibertat". Chow Po-chung, professor de política i administració pública a la Universitat Xinesa de Hong Kong, va assenyalar que la melodia i la lletra de la cançó havien ressonat en moltes persones i van unir els manifestants, fet que va fer que moltes persones desenvolupessin una gran proximitat i adhesió a la cançó. L'expresident del Consell Legislatiu de Hong Kong, Jasper Tsang, va elogiar la cançó com una producció tècnica d'alta qualitat, pensant que havia estat produïda per músics professionals. Va dir que la cançó demostra que els esforços de promoció del govern havien estat febles.
Wen Wei Po, un diari estatal controlat per l'Oficina d'enllaç de Hong Kong, va publicar un article a la seva portada el 12 de setembre, criticant la cançó com l'himne per a la independència de Hong Kong, i afirmant que la lletra idealitzava la violència. El títol de l'article es pot traduir com "La cançó de la independència renta el cervell, promocionant la independència com la ruta de Hong Kong", encara que "independència" es pot tractar com un joc de paraules per a "verí" en aquest context a causa de la seva pronunciació xinesa. Carmen Poon va publicar un article a Ming Pao el 13 de setembre titulat "La cançó del rentat de cervell que fa de trompeta per la independència de Hong Kong", en què descriu l'"elegant lletra" de la cançó "advocant per l'odi", i apunta que "s'han sembrat llavors de violència i odi a la cançó del rentat de cervell, fent que la gent balli sense voler la seva batuta i es comporti malament".
La cançó ha estat descrita com l'himne no oficial de Hong Kong, i alguns manifestants van declarar que creien que "Glòria a Hong Kong" hauria de substituir l'himne nacional xinès "Marxa dels voluntaris" com a himne nacional de Hong Kong; a la qual cosa, el compositor va insistir que la cançó només era una cançó de protesta: "No hi ha nació. Com pot haver-hi un himne nacional?". D'altra banda, un article d'opinió de Brian C. Thompson, professor titular de la Universitat xinesa de Hong Kong, per a The Globe and Mail argumenta que, malgrat que és una minoria dels manifestants que demanen un estat separat, la marxa s'usa com a himne que representa les demandes col·lectives del poble de Hong Kong, que també es considera "una nació [...]. Un estat pot ser la llar de múltiples nacions..." - per tant, la marxa encara es pot considerar de naturalesa "nacional".
La cançó ha guanyat una gran popularitat a Ucraïna, ja que el resultat del nom i l'eslògan de la cançó es va inspirar en l'eslògan tradicional ucraïnès "Слава Україні! Героям слава!" (Glòria a Ucraïna! Glòria als herois!) La versió de l'eslògan de Hong Kong també va ser utilitzada pels manifestants ucraïnesos en solidaritat amb els manifestants de Hong Kong.

### Respostes de les autoritats
Després de la promulgació de la llei de seguretat nacional de Hong Kong l'any 2020, el govern de Hong Kong va continuar sense estar disposat a declarar la cançó il·legal, tot i considerar algunes frases "separatistes i subversives", especialment quan diu "Allibera Hong Kong, revolució dels nostres temps", que es va prohibir específicament per la controvertida legislació. Es va dir a les escoles que no permetessin tocar ni cantar la cançó.
A la pràctica, les interpretacions públiques de la cançó criden ràpidament l'atenció de la policia, i periòdicament s'inicien processaments en contra dels que canten la cançó per càrrecs relacionats amb l'obstrucció, cantar a la via pública sense llicència, no portar màscara i fins i tot "portar una arma" referint-se a unes manilles de plàstic de joguina. El setembre de 2022, una cantada per la mort de la reina Isabel II fora del consolat britànic on es va tocar la canço juntament amb "God Save the King" i altres, es va interrompre per detencions sota una antiga llei de "sedició".